# Оршуш Стальвіра Степанівна
Стальвіра Степанівна Оршуш (рос. Стальвира Степановна Оршуш; нар. 22 квітня 1993, Улан-Уде) — російська та угорська борчиня вільного стилю, триразова чемпіонка та бронзова призерка чемпіонатів Європи, бронзова призерка Європейських ігор, учасниця Олімпійських ігор. Майстер спорту міжнародного класу з вільної боротьби.

## Життєпис
Боротьбою почала займатися з 2006 року. У 2010 році стала срібною призеркою чемпіонату Європи серед кадетів. Наступного року завоювала срібну медаль чемпіонату світу серед юніорів. У 2013 році стала віце-чемпіонкою Європи серед юніорів і вдруге здобула срібну нагороду чемпіонату світу серед юніорів.
Виступає за ШВСМ, Улан-Уде. Тренери — Вікторія Кожевникова, Максим Молонов.
Чемпіонка Росії (2017, 2018, 2019 — до 53 кг). Срібний (2016 — до 53 кг) і бронзовий (2011, 2012 — до 51 кг; 2014 року, 2015 — до 53 кг) призер чемпіонатів Росії.
У збірній команді Росії з 2014 року.

## Спортивні результати на міжнародних змаганнях

### Виступи на Олімпіадах
| Змагання                    | Збірна                     | Вагова категорія          | Місце |
| --------------------------- | -------------------------- | ------------------------- | ----- |
| Літні Олімпійські ігри 2020 | Олімпійський комітет Росії | жіноча боротьба, до 50 кг | 10    |

### Виступи на Чемпіонатах світу
| Змагання                        | Збірна | Вагова категорія          | Місце |
| ------------------------------- | ------ | ------------------------- | ----- |
| Чемпіонат світу з боротьби 2017 | Росія  | жіноча боротьба, до 53 кг | 7     |
| Чемпіонат світу з боротьби 2018 | Росія  | жіноча боротьба, до 53 кг | 22    |
| Чемпіонат світу з боротьби 2019 | Росія  | жіноча боротьба, до 53 кг | 11    |

### Виступи на Чемпіонатах Європи
| Змагання                         | Збірна   | Вагова категорія          | Місце  |
| -------------------------------- | -------- | ------------------------- | ------ |
| Чемпіонат Європи з боротьби 2018 | Росія    | жіноча боротьба, до 53 кг | Золото |
| Чемпіонат Європи з боротьби 2019 | Росія    | жіноча боротьба, до 53 кг | Золото |
| Чемпіонат Європи з боротьби 2020 | Росія    | жіноча боротьба, до 53 кг | Бронза |
| Чемпіонат Європи з боротьби 2021 | Росія    | жіноча боротьба, до 55 кг | Золото |
| Чемпіонат Європи з боротьби 2023 | Угорщина | жіноча боротьба, до 53 кг | Срібло |

### Виступи на Європейських іграх
| Змагання              | Збірна | Вагова категорія          | Місце  |
| --------------------- | ------ | ------------------------- | ------ |
| Європейські ігри 2019 | Росія  | жіноча боротьба, до 53 кг | Бронза |

### Виступи на Кубках світу
| Змагання                    | Збірна | Вагова категорія | Місце |
| --------------------------- | ------ | ---------------- | ----- |
| Кубок світу з боротьби 2017 | Росія  | команда          | 5     |

### Виступи на інших змаганнях
| Змагання                                                       | Збірна   | Вагова категорія          | Місце  |
| -------------------------------------------------------------- | -------- | ------------------------- | ------ |
| Trophee Milone 2011                                            | Росія    | жіноча боротьба, до 51 кг | Бронза |
| Trophee Milone 2011                                            | Росія    | жіноча боротьба, до 51 кг | Бронза |
| Відкритий чемпіонат Монголії з вільної боротьби 2012           | Росія    | жіноча боротьба, до 51 кг | 5      |
| Турнір Олександра Медведя 2012                                 | Росія    | жіноча боротьба, до 51 кг | Бронза |
| Чемпіонат світу з боротьби серед студентів 2012                | Росія    | жіноча боротьба, до 51 кг | 7      |
| Гран-прі «Іван Яригін» 2013                                    | Росія    | жіноча боротьба, до 51 кг | 14     |
| Вогні Москви 2013                                              | Росія    | жіноча боротьба, до 51 кг | Золото |
| Гран-прі «Іван Яригін» 2014                                    | Росія    | жіноча боротьба, до 53 кг | 12     |
| Відкритий чемпіонат Монголії з вільної боротьби 2014           | Росія    | жіноча боротьба, до 53 кг | Бронза |
| Чемпіонат світу з боротьби серед студентів 2014                | Росія    | жіноча боротьба, до 53 кг | 7      |
| Відкритий кубок Росії з вільної боротьби 2014                  | Росія    | жіноча боротьба, до 53 кг | Срібло |
| Гран-прі «Іван Яригін» 2015                                    | Росія    | жіноча боротьба, до 53 кг | 7      |
| Гран-прі «Іван Яригін» 2016                                    | Росія    | жіноча боротьба, до 53 кг | 12     |
| Турнір Олександра Медведя 2016                                 | Росія    | жіноча боротьба, до 53 кг | Золото |
| Відкритий чемпіонат Монголії з вільної боротьби 2016           | Росія    | жіноча боротьба, до 53 кг | Срібло |
| Чемпіонат Росії з вільної боротьби 2016                        | Росія    | жіноча боротьба, до 53 кг | Срібло |
| Гран-прі Іспанії з боротьби 2016                               | Росія    | жіноча боротьба, до 53 кг | 5      |
| Гран-прі «Іван Яригін» 2017                                    | Росія    | жіноча боротьба, до 53 кг | 5      |
| Klippan Lady Open 2017                                         | Росія    | жіноча боротьба, до 53 кг | Бронза |
| Відкритий чемпіонат Монголії з вільної боротьби 2017           | Росія    | жіноча боротьба, до 53 кг | Бронза |
| Чемпіонат Росії з вільної боротьби 2017                        | Росія    | жіноча боротьба, до 53 кг | Золото |
| Відкритий чемпіонат Польщі з вільної боротьби 2017             | Росія    | жіноча боротьба, до 53 кг | Срібло |
| Гран-прі «Іван Яригін» 2018                                    | Росія    | жіноча боротьба, до 53 кг | Срібло |
| Klippan Lady Open 2018                                         | Росія    | жіноча боротьба, до 55 кг | Золото |
| Кубок Канади з вільної боротьби 2018                           | Росія    | жіноча боротьба, до 53 кг | Золото |
| Чемпіонат Росії з вільної боротьби 2018                        | Росія    | жіноча боротьба, до 53 кг | Золото |
| Гран-прі «Іван Яригін» 2019                                    | Росія    | жіноча боротьба, до 55 кг | 6      |
| Чемпіонат Росії з вільної боротьби 2019                        | Росія    | жіноча боротьба, до 53 кг | Золото |
| Турнір Маттео Пелліцоне 2020                                   | Росія    | жіноча боротьба, до 55 кг | Бронза |
| Олімпійський кваліфікаційний турнір з боротьби 2021 (Будапешт) | Росія    | жіноча боротьба, до 53 кг | Бронза |
| Відкритий турнір Загреба з боротьби 2023                       | Угорщина | жіноча боротьба, до 53 кг | 17     |
| Турнір Ібрагіма Мустафи 2023                                   | Угорщина | жіноча боротьба, до 53 кг | Бронза |

### Виступи на змаганнях молодших вікових груп
| Змагання                                       | Збірна | Вагова категорія          | Місце  |
| ---------------------------------------------- | ------ | ------------------------- | ------ |
| Чемпіонат Європи з боротьби серед кадетів 2010 | Росія  | жіноча боротьба, до 52 кг | Срібло |
| Чемпіонат світу з боротьби серед юніорів 2011  | Росія  | жіноча боротьба, до 51 кг | Срібло |
| Чемпіонат Європи з боротьби серед юніорів 2012 | Росія  | жіноча боротьба, до 51 кг | 9      |
| Чемпіонат Європи з боротьби серед юніорів 2013 | Росія  | жіноча боротьба, до 51 кг | Срібло |
| Чемпіонат світу з боротьби серед юніорів 2013  | Росія  | жіноча боротьба, до 51 кг | Срібло |